# 8805 Petrpetrov
A 8805 Petrpetrov (ideiglenes jelöléssel 1981 UM11) a Naprendszer kisbolygóövében található aszteroida. Nyikolaj Sztyepanovics Csernih fedezte fel 1981. október 22-én.